# Throuple
Throuple je americký hraný film z roku 2024, který režíroval Greyson Horst. Snímek měl světovou premiéru na filmovém festivalu Wicked Queer v Bostonu dne 7. dubna 2024.

## Děj
Michael touží stát se hudebníkem. Sice komponuje, ale doposud jen sní o úspěchu. Jednoho dne se seznámí Georgiem a Connorem, kteří tvoří pár. Setkání s nimi mu převrátí dosavadní život na ruby.

## Obsazení
| Michael Doshier           | Michael |
| Stanton Plummer-Cambridge | Georgie |
| Tommy Heleringer          | Connor  |
| Jess Gabor                | Abby    |
| Tristan Carter-Jones      | Tristan |
| Charlie Reid              | Ralph   |